# Луча (часопис 1895)
Луча је први књижевни часопис у Црној Гори. Излазио је од 1895. до 1900. на српском језику и ћирилићним писмом. На сајту Националне библиотеке Црне Горе „Ђурђе Црнојевић” се фалсификовањем историје, у скалду са актуелним политикама у Црној Гори, наводи да је лист излазио на црногорском језику, иако се из часописа види да је тада у Црној Гори језик именован српским именом и да је лист у српском националнм духу.
Иако му је основна намјена била да се бави књижевношћу, часопис је третирао и пратио питања из свих области знања. Главни уредник часописа је био Лазар Т. Перовић. Часопис је имао у сваком мјесту тадашње Црне Горе једног или више чланова књижевног одбора. Његови представници за Херцеговину били су Алекса Шантић, Јован Дучић и Светозар Ћоровић, а на Казанском универзитету у Русији професор Александар Александров. У току излажења часопис је окупио неколико стотина сараднка и веома широк круг читалаца.
Часопис је у посветним, програмским пјесмама означен као национални симбол слободе и вјере у освету Косова. Алекса Шантић у свечаној пјесми поручивао је цетињској Лучи: Простри зраке кроз српске облаке. Поводом прославе 200-годишњице династије Петровић, посебно је наглашено: Српска државна мисао нашла је уточиште у Црној Гори, за њу су се и Црногорци кроз толике вјекове јунаки борили и све своје за њу жртвовали, те тако је дохранили и данашњем нараштају предали. Прву пјесму првог броја Луче написао је Живко Драговић и посветио ју је војводи Мирку Петровићу, сину књаза Николе и покровитељу друштва Горски Вијенац, које је издавало часопис. У њој, поред осталога пише: ...Зећанин је стари био, Стража Српству у слободи, њим се Србин поносио, И у згоди и незгоди... И у књигу српске славе... И у другој пјесми првог броја, коју је написао Филип. Ј. Ковачевић, а која носи назив Химна друштва Горски вијенац, слави се српство  Црногораца. Поводом смрти мајке књаза Николе, Стане (Анастасија Мартиновић) текстови и пјесме на крају првог броја су њој посвећени. Названа је узор-Црногорком и славном Српкињом, у Црној Гори дика Црногорка, изван ње прва Српкиња, мајком првог Србина јунака, великом женом која је принијела жртве олтару српске вјере и народности, најсретнијом српском мајком и која је ради славе српске Црне Горе, подносила свакакве муке.
Неки од пјесника који су писали за Лучу су: Јован Сундечић, Мило Јововић, Стеван Бешевић, Јован Поповић Липовац, Дионисије Миковић, Радоје Црногорац, Живко Драговић, Васа Ешкићевић, књаз-пјесник Никола Петровић, Вид Вукасовић Вулетић...